# Museo archeologico della Giordania
Il Museo archeologico della Giordania si trova nella Cittadella ad Amman, in Giordania. Costruito nel 1951, presenta reperti provenienti dai siti archeologici della Giordania, dalla preistoria al XV secolo. Le collezioni sono disposte in ordine cronologico e comprendono oggetti della vita quotidiana come oggetti in selce, vetro, metallo e ceramica, oltre a oggetti più artistici come gioielli e statue. Il museo ospita le statue di Ain Ghazal, che sono tra le più antiche statue mai realizzate dalla civiltà umana, e comprende anche una collezione di monete.

## Storia
Il museo è stato fondato nel 1951 in cima alla Cittadella nel cuore di Amman.
Il museo ospitava in passato alcuni dei rotoli del Mar Morto, tra cui l'unica pergamena di rame, che sono ora esposti nel neoistituito Museo del Giordano.

## Periodi di tempo rappresentati

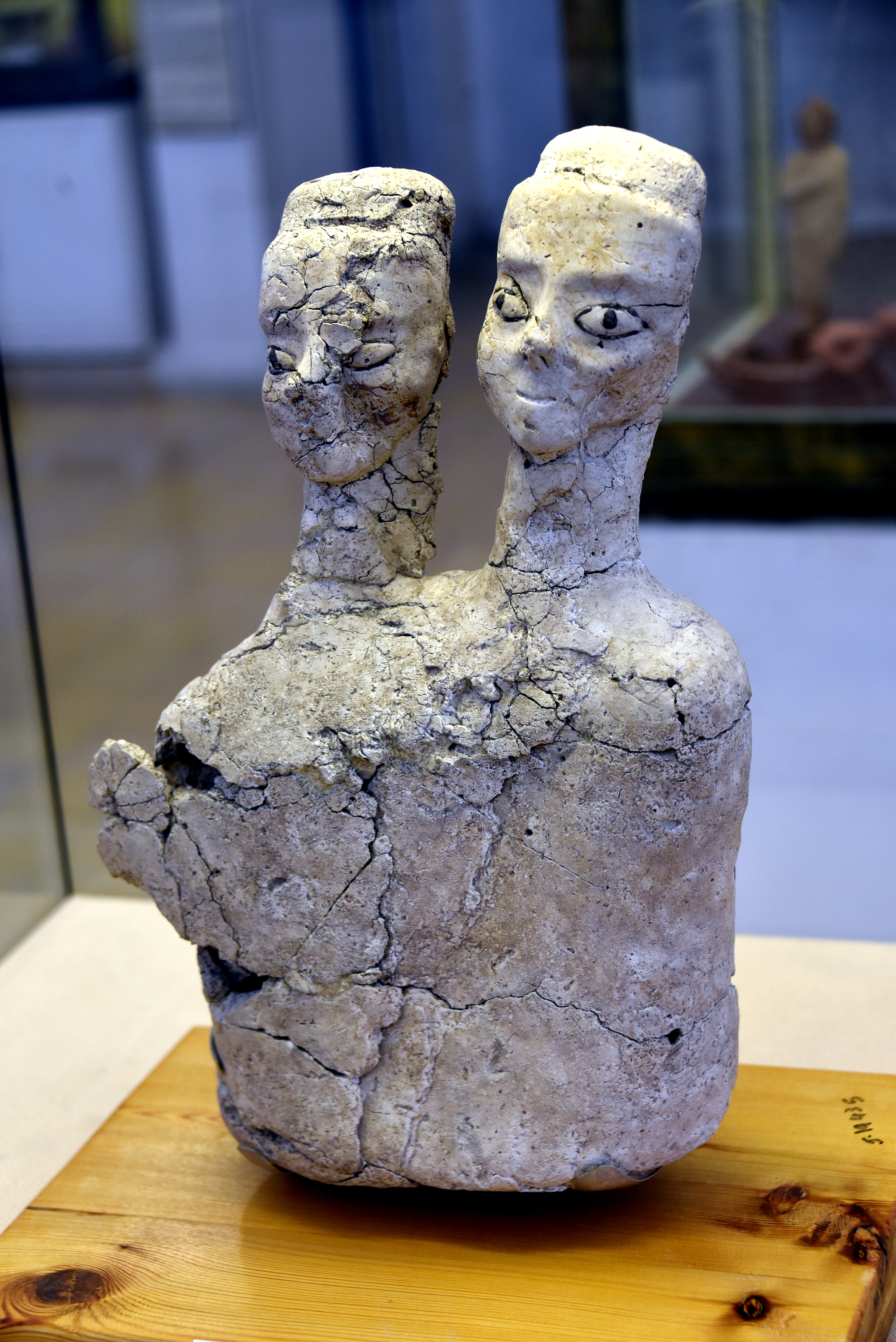
Statue di 'Ain Ghazal, tra le più antiche statue mai realizzate.

Le collezioni del museo appartengono ai seguenti periodi:
- Il periodo paleolitico: 1.000.000 - 10.000 anni fa
- Il periodo neolitico - L'età pre-vasellame: 8.300 a.C -5.500 a.C., i manufatti più famosi che appartengono a questo periodo sono le statue di Ain Ghazal.
- Il periodo neolitico - Età della ceramica: 5.500 a.C - 4.300 a.C
- Il periodo calcolitico: 4.300 a.C-3.300 a.C
- La prima età del bronzo: 3.300 a.C. - 1.900 a.C.
- L'età del bronzo medio: 1900 a.C. - 1550 a.C
- La tarda età del bronzo: 1.550 a.C - 1.200 a.C
- L'età del ferro: 1200 a.C - 550 a.C
- Il periodo persiano
- Il periodo ellenistico
- Il periodo Nabateo
- Il periodo romano
- Il periodo bizantino
- Il periodo islamico
- Il periodo degli Omayyadi
- Il periodo abbaside
- Il periodo Ayyubide<